# Favolaschia echinata
Favolaschia echinata är en svampart som beskrevs av Singer 1951. Favolaschia echinata ingår i släktet Favolaschia och familjen Mycenaceae.   Inga underarter finns listade i Catalogue of Life.